# Robert Malcolm Young
Ne pas confondre avec Robert Milton Young.
Pour les articles homonymes, voir Robert Young et Young.
Robert Malcolm Young né à Édimbourg est un scénariste écossais.

## Filmographie

### Scénariste
- 1962 : Trauma (en)
- 1963 : The Crawling Hand (en) de Herbert L. Strock
- 1968 : Opération vol (It Takes a Thief)
- 1969 : Les Règles du jeu (The Name of the Game)
- 1970 : Mission impossible
- 1970 : Then Came Bronson (en)
- 1970 : La Nouvelle Équipe (The Mod Squad)
- 1970 : L'Immortel (The Immortal)
- 1970-1972 : Médecins d'aujourd'hui (Medical Center)
- 1970-1973 : Sur la piste du crime (The F.B.I.)
- 1971 : Cannon
- 1971 : Longstreet
- 1972 : Sam Cade (Cade's County)
- 1972 : The Bold Ones: The New Doctors
- 1972 : Night Gallery
- 1973 : Barnaby Jones
- 1973 : La Famille des collines (The Waltons)
- 1973-1974 : Docteur Marcus Welby (Marcus Welby, M.D.)
- 1973-1974 : Owen Marshall: Counselor at Law (en)
- 1973,1974 et 1976 : Kojak
- 1973-1977 : Les Rues de San Francisco (The Streets of San Francisco)
- 1974 : Harry O (en)
- 1974 : Locusts de Richard T. Heffron
- 1975 : La Montagne ensorcelée (Escape to Witch Mountain) de John Hough
- 1976 : Serpico
- 1977 : Voyage dans l'inconnu : Les Forces du diable (The Force of Evil) de Richard Lang
- 1977 : Voyage dans l'inconnu (Tales of the Unexpected)
- 1977 : Columbo
- 1978 : Le Fantôme du vol 401 (The Ghost of Flight 401) de Steven Hilliard Stern
- 1979 : Women in White de Jerry London
- 1979 : Diary of a Teenage Hitchhiker de Ted Post
- 1982 : Beyond Witch Mountain (en) de Robert Day
- 1983 : Starflight One (en) de Jerry Jameson
- 1983 : Meurtre au champagne (Sparkling Cyanide) de Robert Michael Lewis
- 1984 : Harry Fox, le vieux renard (en) (Crazy Like a Fox)
- 1984 et 1985 : Trapper John, M.D. (en)
- 1985 et 1987 : Spenser (Spenser: For Hire)
- 1995 : Le Mystère de la montagne ensorcelée (en) (Escape to Witch Mountain) de Peter Rader

### Réalisateur
- 1962 : Trauma (en)